# PGC 42519
LEDA/PGC 42519 ist eine Balken-Spiralgalaxie vom Hubble-Typ SBd im Sternbild Zentaur am Südsternhimmel, die schätzungsweise 137 Millionen Lichtjahre von der Milchstraße entfernt ist. Gemeinsam mit IC 3639 und PGC 42483 bildet sie das gravitativ gebundene Galaxientrio KTS 45. Darüber hinaus ist sie Mitglied der vier Galaxien zählenden IC 3639-Gruppe (LGG 297). 